# Snooker-Saison 1971/72
Die Snooker-Saison 1971/72 war eine Reihe von Snookerturnieren, die der Snooker Main Tour angehörten. Sie begann im Juli 1971 und endete im Februar 1972. Während der Saison gab es 16 aktive Profispieler.

## Turniere
Während der Saison wurden sieben Turniere gespielt.
| Datum                                | Turnier                              | Austragungsort | Sieger         | Finalgegner    | Ergebnis |
| ------------------------------------ | ------------------------------------ | -------------- | -------------- | -------------- | -------- |
| Juli 1971                            | Park Drive 2000 – Autumn             | England        | Ray Reardon    | John Spencer   | 4:1      |
| 8. November bis 30. November 1971    | Australian Professional Championship | Sydney         | Eddie Charlton | Warren Simpson | 15:7     |
| 29. Dezember 1971 bis 1. Januar 1972 | Pot Black                            | Birmingham     | Eddie Charlton | Ray Reardon    | 1:0      |
| 3. Januar bis 8. Januar 1972         | Irish Professional Championship      | Belfast        | Alex Higgins   | Jackie Rea     | 28:12    |
| Januar 1972                          | Men of the Midlands                  | England        | Alex Higgins   | John Spencer   | 4:2      |
| Januar 1972                          | Park Drive 2000 – Spring             | England        | John Spencer   | Alex Higgins   | 4:3      |
| 1. März 1971 bis 26. Februar 1972    | Snookerweltmeisterschaft             | Birmingham     | Alex Higgins   | John Spencer   | 37:32    |